# Sjur Lindebrække
Sjur Lindebrække (* 6. April 1909 in Voss; † 1. Oktober 1998 in Bergen) war ein norwegischer Jurist, Bankier und konservativer Politiker.

## Leben
Lindebrække wuchs in Bergen auf und machte 1927 dort die Abschlussprüfung. Er studierte Jura an der Universität Oslo und graduierte 1931. Anschließend arbeitete er als Jurist in Nordfjord von 1932 bis 1933 und wurde bis 1936 juristischer Forschungsbeauftragter. Er unternahm 1935 und 1937 Studienreisen nach Frankreich und England. Während des Zweiten Weltkrieges war er Widerstandskämpfer in Bergen. Bei der Bergen Private Bank war er zunächst stellvertretender Leiter von 1940 bis 1945 und anschließend Präsident von 1959 bis 1968 und von 1968 bis 1976 Aufsichtsratsvorsitzender.

### Politische Karriere
1945 wurde Lindebrække ins norwegische Parlament Storting gewählt; er war weder Mitglied der Høyre-Partei gewesen, die ihn aufgestellt hatte, noch war er gefragt worden, ob er kandidieren wollte. Da er seine Wahl zunächst ablehnte, wurde er per Gerichtsurteil gezwungen, sein Mandat anzunehmen, da die norwegische Verfassung eine Nichtannahme des Mandates nicht vorsieht. Als Abgeordneter gehörte er dem norwegischen Parlament Storting von 1945 bis 1953 an und war von 1962 bis 1970 Vorsitzender der konservativen Partei Høyre.

### Nobelkomitee
Lindebrække war von 1976 bis 1981 Mitglied des norwegischen Nobelkomitees. Der Kongelige Norske Videnskabers Selskab gehörte er als Ehrenmitglied an. 1960 wurde er mit dem Sankt-Olav-Orden (Ritter 1. Klasse) ausgezeichnet.